# Serica atracapilla
Serica atracapilla är en skalbaggsart som beskrevs av Kirby 1837. Serica atracapilla ingår i släktet Serica och familjen Melolonthidae. Inga underarter finns listade i Catalogue of Life.